# Emiel Boersma
Emiel Nicolaas Paulus Boersma (Amsterdã, 25 de agosto de 1980) é ex-jogador de vôlei de praia neerlandês  que foi medalhista de prata no Campeonato Europeu de 2012 nos Países Baixos.

## Carreira
De uma família ligada ao voleibol, irmão da ex-voleibolista indoor e de praia Cintha Boersma.Estreou no circuito mundial na etapa Satélite em Jona, Suíça,  no ano de 1999 e formava dupla com Lucas Boersma quando finalizaram na nona posição, também disputaram a etapa de Roseto degli Abruzzi  pelo circuito europeu de vôlei de praia, e ao lado de Mark Weber disputou o Campeonato Europeu Sub-19 em Finestrat e obtiveram o décimo quarto posto; em 2002 ocorreu a estreia profissional no referido circuito ao lado de Bram Ronnes no Aberto de Gstaad, quando terminaram na quinquagésima sétima posição, repetindo o ranqueamento no Aberto de Stavanger, e na quadragésima primeira colocação no Aberto de Maiorca..
Na temporada de 2003, passou a formar dupla com Max Backer,  conquistaram o quinto lugar no Campeonato Europeu de 2003 em Alânia, mas, obtiveram o trigésimo sétimo posto no Campeonato Mundial do Rio de Janeiro, e no circuito mundial terminaram na quinquagésima sétima posição no Aberto de Gstaad, na quadragésima primeira colocação nos Grand Slams de Berlim e Klagenfurt e Abertos de Maiorca, no trigésimo terceiro posto nos Abertos de Rodes, Stavanger e Espinho, em vigésimo quinto lugar no Grand Slam de Marselha e o décimo sétimo lugar no Grand Slam de Los Angeles.
Iniciou a temporada de 2004 ao lado de Max Backer, ocuparam o quadragésimo primeiro posto nos Abertos de Salvador, Budva e Espinho, terminaram no trigésimo terceiro lugar no Grand Slam de Berlim, na vigésima quinta colocação no Grand Slam de Klagenfurt e nos Abertos de Cidade do Cabo e Stavanger, alcançaram a décima sétima posição nos Abertos de Lianyungang, Carolina (Porto Rico) e Maiorca, depois repetiu tal posição ao lado de Richard de Kogel no Aberto do Rio de Janeiro e como melhor desempenho da temporada o décimo terceiro lugar no Aberto de Stare Jabłonki.
Com Richard de Kogel disputou o Campeonato Mundial de 2005 em Berlim e terminaram na décima sétima posição, pelo circuito mundial terminaram na quadragésima primeira colocação nos Abertos de Gstaad e Espinho, o vigésimo quinto lugar no Aberto de Xangai,  o décimo sétimo lugar no Grand Slam de Stavanger e o nono lugar no Aberto de São Petersburgo; ainda nesta jornada, retomou a dupla com Bram Ronnes e conquistaram o quarto lugar no Challenge de Porto Santo,  e terminaram na trigésima terceira posição no Grand Slam de Klagenfurt e nos Abertos de Salvador e Acapulco, mesma posição que ocupou ao lado de Michiel Boersma no Aberto de Atenas e com Boudewijn Maas terminou na vigésima quinta posição no Aberto de Montreal.
Com Mathijs Mast terminou na nona posição no Campeonato Europeu de 2006 em Haia, obtiveram o título do Challenge do Chipre e o quinto em Cagliari, terminaram pelo circuito mundial, na quadragésima primeira posição, nos Grand Slams de Stavanger, Paris e Klagenfurt, também no Aberto de Xangai, alcançando o trigésimo terceiro lugar nos Abertos de Vitória e Acapulco, décimo sétimo lugar no Aberto de Marselha, o vigésimo quinto posto no Aberto de Roseto degli Abruzzi, mesma posição que obteve com Jochem de Gruijter no Grand Slam de Gstaad.
No período de 2007 voltou a jogar com Bram Ronnes, e terminaram na quinta posição no Campeonato Europeu de 2007 em Valência e em nono no Campeonato Mundial em Gstaad; já no circuito mundial, terminaram na quadragésima primeira posição no Grand Slam de Paris, em trigésimo terceiro no Grand Slam de Stavanger, em vigésimo quinto no Aberto de Xangai, em décimo sétimo nos Abertos de Manama e São Petersburgo, também nos Grand Slams de Berlim e Klagenfurt, em décimo terceiro nos Abertos de Marselha e Stare Jabłonki, alcançaram o nono lugar no Aberto de Roseto degli Abruzzi e a quinta posição no Aberto de Fortaleza.
No Campeonato Europeu de 2008 em Hamburgo, esteve com Bram Ronnes e terminaram na décima sétima posição, mesma colocação obtida nos Jogos Olímpicos de Verão de 2008 realizados em Pequim, também no Aberto de Roseto degli Abruzzi e no Grand Slam de Paris, pelo circuito mundial, terminaram em nono no Aberto de Zagreb, em sétimo no Aberto de Adelaide, terminaram em quinto no Aberto de Praga e nos Grand Slams de Berlim e Gstaad, e o quarto posto no Grand Slam de Stavanger.
Iniciou em 2009 uma nova parceria, ou seja, com Joppe Paulides, conquistando o décimo sétimo lugar no Campeonato Mundial de Stavanger, disputaram pelo circuito europeu os Masters de Grã Canária, Baden, Berlim e Blackpool, nas etapas do circuito mundial obtiveram: vigésimo quinto lugar no Aberto de Brasília,  décimo terceiro posto nos Abertos de Roma e Sanya, nona posição nos Abertos de Haia e Mysłowice, depois ao lado de Jorn Huiskamp  terminou na quadragésima primeira posição no Aberto de Aland, em trigésimo terceiro em Stare Jabłonki,  e em vigésimo quinto posto no Grand Slam de Klagenfurt.
Com Joppe Paulides, começou a jornada do ano de 2010, e no circuito mundial terminaram na quadragésima primeira posição no Aberto de Xangai  e em vigésimo quinto no Grand Slam de Roma, depois, mudou de parceria e passou atuar com Alexander Brouwer e terminou na quadragésima primeira posição nos Grand Slams de Moscou, Stavanger e Klagenfurt, além do trigésimo terceiro lugar no Aberto de Praga e no Grand Slam de Gstaad; e com Richard Schuil alcançou o nono lugar no Aberto de Marselha, finalizando a temporada ao lado de Daan Spijkers conquistaram o nono lugar no Aberto de Kristiansand, décimo sétimo em Aland, o quarto lugar no Aberto de Haia e obtiveram o título da etapa em Montpellier da Continental Cup.
Em 2011, esteve com Daan Spijkers, obtiveram o quarto lugar no Satélite de Aalsmeer  e o vice-campeonato no Masters de Niechorze, também terminaram na nona posição no Campeonato Europeu de 2011 em Kristiansand e em trigésimo sétimo no Campeonato Mundial de Roma; pelo circuito mundial obtiveram o trigésimo terceiro lugar no Grand Slam de Stare Jabłonki, a vigésima quinta colocação no Aberto de Brasília e nos Grand Slams de Gstaad e Moscou, o décimo sétimo posto nos Grand Slams de Klagenfurt, Stavanger e Pequim, assim como nos Abertos de Agadir e Aland, e o décimo terceiro posto no Aberto de Xangai e o quinto lugar no Aberto de Haia.
No ano de 2012, prosseguiu com Daan Spijkers, e conquistaram a medalha de prata no Campeonato Europeu em Scheveningen e terminaram em quinto no Satélite de Aalsmeer , já no circuito mundial terminaram: na décima sétima posição nos Abertos de Brasília e Mysłowice, mesmo feito nos Grand Slams de Moscou, Roma e Klagenfurt, além do nono lugar no Aberto de Praga e o quinto posto nos Grand Slams de Xangai, Pequim e Berlim.
Em 2013, na sua ultima atuação pelo circuito mundial, esteve ao lado de Richard de Kogel no Grand Slam de Haia e terminaram no trigésimo terceiro posto, ainda disputou uma etapa nacional de Sint Anthonis com Sven Vismans terminando em sétimo lugar, aposentando-se da modalidade e encaminhando-se para o setor imobiliário no escritório de seus irmãos.

## Títulos e resultados
- Grand Slam de Stavanger do Circuito Mundial de Vôlei de Praia de 2008
- Campeonato Neerlandêsde Vôlei de Praia:2005